# Bad Arolsen
Bad Arolsen (até 1997 conhecida apenas como Arolsen) é uma pequena cidade localizada no distrito de Waldeck-Frankenberg, ao norte de Hesse, Alemanha.
De 1655 até 1918, o castelo de Arolsen serviu como a residência dos príncipes de Waldeck e Pyrmont. Foi a capital do Estado Livre de Waldeck até o ano de 1929.